# Koniowo
Koniowo (deutsch: Groß Cainowe, 1936–1945 Kainowe; früher Woskowo bzw. Waskowa) ist ein Ort in der Stadt- und Landgemeinde Trzebnica im Powiat Trzebnicki der Woiwodschaft Niederschlesien in Polen.

## Geschichte

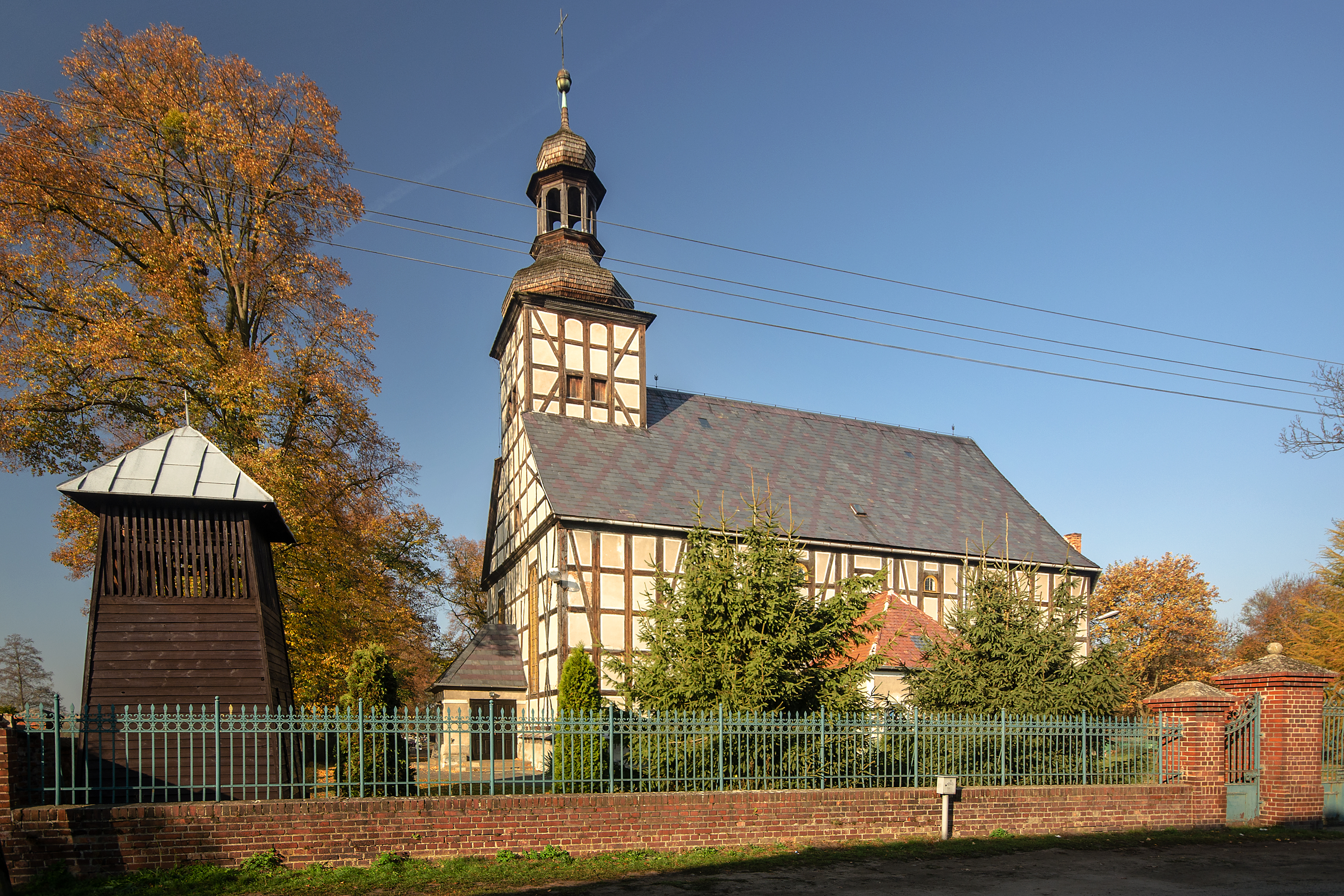
Fachwerkkirche

Grundherr war bis zur Säkularisation das Stift Trebnitz, seit 1810 ein Fürst von Hatzfeld-Schönstein. 1845 zählte das Dorf 52 Häuser, 435 überwiegend evangelische Einwohner (64 katholisch), eine evangelische Pfarrkirche ohne Widum, eine evangelische Schule mit einem Lehrer, katholische Kirche zu Kotzerke, ein Vorwerk, eine Windmühle, sieben Handwerker und drei Händler. Zum Dorf gehörte der Anteil Klein Cainowe, mit 20 Häusern, 169 überwiegend evangelischen Einwohnern (57 katholisch). In Cainowe soll sich früher eine Kirche mit Widum befunden haben. Die evangelische Kirche wurde durch ein Dekret der königlichen Oberamtsregierung vom 5. Juli 1764 gegründet. Patronatsherr war bis 1810 das Stift Trebnitz, seitdem der Fiskus, abgabenpflichtig Groß-Ujeschütz, welcher Ort sich am 5. Oktober 1765 abzweigte, eingepfarrt waren: Groß und Klein Cainowe, Domnowitz, Klein Ujeschütz, Gahlhäuser und Grüneiche. Die Landgemeinde und der Gutsbezirk Cainowe gehörten seit 1874 zum Amtsbezirk Friedrichskirch. Als Folge des Zweiten Weltkriegs fiel Kainowe mit fast ganz Schlesien 1945 an Polen. Nachfolgend erfolgte die Umbenennung in Koniowo. Die deutsche Bevölkerung wurde, soweit sie nicht schon vorher geflohen war, 1945/46 vertrieben.

## Sehenswürdigkeiten
- Römisch-katholische Filialkirche der Heiligen Jungfrau Maria, Königin von Polen, vor 1945 evangelisch-lutherische Pfarrkirche, Fachwerkkirche aus dem 18. bis 20. Jahrhundert